# Nelson Williams
Nelson (Cadillac) Williams (Montgomery, Alabama, 26 september 1917 – Voorburg (Nederland), 20 november 1973) was een Amerikaanse jazztrompettist.
Williams begon op zijn 13de piano te spelen, maar maakte al snel de keuze voor trompet. Hij speelde als tiener waarschijnlijk eerst met Cow Cow Davenport. In de jaren 30 speelde hij bij territory bands de Trianon Crackerjacks en Brown Skin Models en was dirigent voor de Dixie Rhythm Girls. In 1940 vertrok hij uit Alabama naar Philadelphia, waar hij met Tiny Bradshaw speelde, vlak voor hij zich bij het Amerikaanse leger meldde, waarin hij gedurende de Tweede Wereldoorlog diende.
Na de oorlog werd Williams gecontracteerd door Billy Eckstine, waarna hij werkte met John Kirby en Billy Kyle. In 1949 waren de eerste contacten met Duke Ellington een feit. Over zijn bijnaam Cadillac doen verschillende verhalen de ronde: zo zou deze zijn ontstaan omdat Williams in zijn gekleurde buurt in Birmingham (Alabama) de eerste was die een Cadillac kon aanschaffen. Ook denkt men dat deze koosnaam hem door Duke Ellington werd gegeven.
In 1951 verliet hij Ellingtons band en vestigde zich in Europa, eerst Parijs, van waaruit hij zijn eigen bands leidde en opnamen verzorgde voor Franse labels. In 1956 keerde hij terug bij Duke Ellington, met wie hij op onregelmatige basis samen zou blijven toeren door Europa. In 1957 trouwde hij met een Nederlandse met wie hij vier kinderen kreeg: Liz Williams, Mike Williams, Marline Williams en Roger Williams. Zijn oudste zoon, Mike, is klassiek gitarist. Zijn jongste dochter, Marline, is actrice. Zij vestigden zich in? Den Haag en behalve met zijn eigen band de Five Horn Groove (op Vogue, 1950) speelde hij veel met de Dutch Swing College Band: Big City Blues (Philips Phonogram, 1962).
Williams overleed in Nederland in 1973, 56 jaar oud.